# Natalia Valentín
Natalia Cristina Valentín León, coniugata Anderson (Caguas, 12 settembre 1989), è una pallavolista portoricana, palleggiatrice delle Omaha Supernovas.

## Carriera

### Club
La carriera di Natalia Valentín inizia a livello giovanile nelle Leonas de Ponce. Si trasferisce poi negli Stati Uniti d'America per motivi di studio, dove gioca per quattro anni nella Florida International. Nella stagione 2011 rientra in Porto Rico ed inizia la carriera professionista con le Leonas de Ponce nella Liga de Voleibol Superior Femenino. Nell'autunno del 2012 viene ingaggiata dalle Lancheras de Cataño per il solo campionato mondiale per club, dove si classifica al quarto posto.
Nella stagione 2013 torna alle Leonas de Ponce, viene eletta come capitano della sua squadra e gioca un'ottima stagione, ricevendo i premi di miglior palleggiatrice, MVP della Regular Season ed MVP dello All-Star Game. Nella stagione seguente raggiunge le finali scudetto e, pur uscendone sconfitta, viene premiata come miglior palleggiatrice del campionato, oltre che inserita nello All-Star Team del torneo.
Nella stagione 2015-16 lascia per la prima volta Porto Rico, approdando nella Superliqa azera all'Azərreyl, vincendo lo scudetto; terminati gli impegni in Azerbaigian ritorna in patria per giocare i soli play-off scudetto della LVSF 2016 con le Leonas de Ponce. Nel campionato 2017-18 si trasferisce in Francia, dove difende i colori del Saint-Raphaël, in Ligue A, conquistando la Coppa di Francia 2018-19; nel marzo 2019, tuttavia, lascia il club francese, in ritardo nei pagamenti degli stipendi, accasandosi alle Llaneras de Toa Baja per la seconda parte della Liga de Voleibol Superior Femenino 2019.
Emigra in Polonia nella stagione 2019-20, accasandosi al Developres Rzeszów, in Liga Siatkówki Kobiet, mentre nell'annata successiva è di scena in Italia, dove disputa la Serie A1 con il Bergamo: ritorna in patria per disputare la Liga de Voleibol Superior Femenino 2021 con le neonate Sanjuaneras de la Capital, venendo premiata come miglior palleggiatrice del torneo.
Nel 2022 partecipa alla seconda edizione dell'Athletes Unlimited, classificandosi al secondo posto e venendo premiata come miglior palleggiatrice; in seguito disputa la Liga de Voleibol Superior Femenino 2022, questa volta indossando la casacca delle Valencianas de Juncos. Per l'edizione seguente del torneo fa invece ritorno alla franchigia di San Juan, ora denominata Cangrejeras de Santurce, venendo inserita nello All-Star Team del torneo.
Dopo aver partecipato all'Athletes Unlimited 2023, classificandosi al quarto posto, viene ingaggiata dalle Omaha Supernovas per la Pro Volleyball Federation 2024, vincendo lo scudetto. È poi di scena nell'edizione 2024 dell'Athletes Unlimited, insignita del premio come miglior palleggiatrice, prima di tornare in forza alle Omaha Supernovas per la Pro Volleyball Federation 2025, in cui viene inserita nell'All-PVF Second Team. 

### Nazionale
Nel 2012 debutta nella nazionale portoricana, prendendo parte al World Grand Prix. Un anno dopo vince la medaglia di bronzo al campionato nordamericano. In seguito si aggiudica il bronzo alla Coppa panamericana 2014, l'argento ai XXII Giochi centramericani e caraibici e il bronzo prima alla NORCECA Champions Cup 2015 e poi al campionato nordamericano 2015.
Conquista successivamente la medaglia d'argento alla Coppa panamericana 2016, seguita da quella di bronzo nell'edizione seguente. Nel 2018 invece si aggiudica il bronzo alla Volleyball Challenger Cup 2018 e ai XXIII Giochi centramericani e caraibici, seguite dalla medaglia d'argento al campionato nordamericano 2021, impreziosita dal riconoscimento individuale come miglior palleggiatrice del torneo. Nel 2022 si aggiudica nuovamente il bronzo alla Volleyball Challenger Cup, seguito da un altro bronzo alla NORCECA Final Six 2022.

## Palmarès

### Club
- Campionato azero: 1

2015-16
- PVF: 1

2024
- Coppa di Francia: 1

2018-19

### Nazionale (competizioni minori)
- Coppa panamericana 2014
- Giochi centramericani e caraibici 2014
- NORCECA Champions Cup 2015
- Coppa panamericana 2016
- Coppa panamericana 2017
- Volleyball Challenger Cup 2018
- Giochi centramericani e caraibici 2018
- Volleyball Challenger Cup 2022
- NORCECA Final Six 2022

### Premi individuali
- 2013 - Liga de Voleibol Superior Femenino: MVP dell'All-Star Game
- 2013 - Liga de Voleibol Superior Femenino: MVP della Regular Season
- 2013 - Liga de Voleibol Superior Femenino: Miglior palleggiatrice
- 2013 - Liga de Voleibol Superior Femenino: All-Star Team
- 2014 - Liga de Voleibol Superior Femenino: Miglior palleggiatrice
- 2014 - Liga de Voleibol Superior Femenino: All-Star Team
- 2015 - Liga de Voleibol Superior Femenino: Miglior palleggiatrice
- 2015 - Liga de Voleibol Superior Femenino: All-Star Team
- 2019 - Qualificazioni ai XVIII Giochi panamericani: Miglior palleggiatrice
- 2019 - NORCECA Champions Cup: Miglior palleggiatrice
- 2021 - Campionato nordamericano: Miglior palleggiatrice
- 2021 - Liga de Voleibol Superior Femenino: Miglior palleggiatrice
- 2022 - Athletes Unlimited Volleyball: Miglior palleggiatrice
- 2023 - Liga de Voleibol Superior Femenino: All-Star Team
- 2024 - Athletes Unlimited Volleyball: Miglior palleggiatrice
- 2025 - Pro Volleyball Federation: All-PVF Second Team